# فرودگاه کمروف
فرودگاه کمروف (به روسی: Международный Аэропорт Кемерово) فرودگاهی عمومی واقع در کمروف در کشور روسیه است.

## شرکت‌های هواپیمایی و مقصدهای پروازی
| شرکت‌های هواپیمایی                      | مقصدهای پروازی                          |
| -------------------------------------- | --------------------------------------- |
| آئروفلوت                               | شرمتیوو                                 |
| Azur Air                               | چارتر فصلی: کام رانح، پوکت              |
| ایر آئرو                               | فصلی: آناپا                             |
| رویال فلایت                            | چارتر فصلی: سووارنابومی، کام رانح، پوکت |
| اس۷ ایرلاینز اجرا توسط گلوبوس ایرلاینز | دوموده‌دوو                               |
| اورال ایرلاینز                         | دوموده‌دوو، سیمفروپول، پالکوو            |